# Valnontey (bergdal)

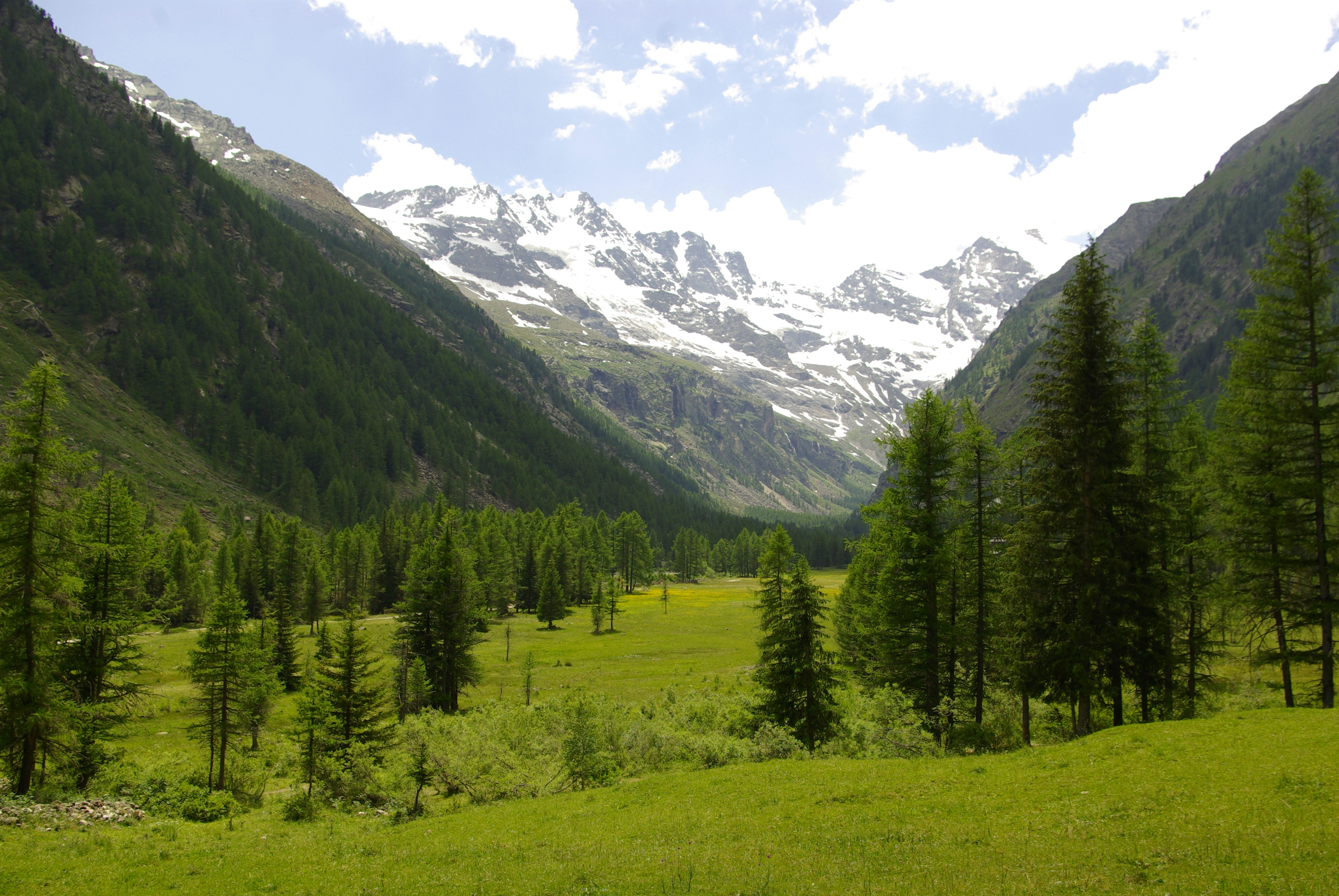
Valnontey

Het Valnontey is een Italiaans bergdal in het Aostadal in de Grajische Alpen. Het is een zijdal van het Cognedal en maakt uit van de gemeente Cogne. Het dal begint bij de bergkam tussen de Torre del Gran San Pietro (Tour du Grand-Saint-Pierre) en de Gran Paradiso. Een groot deel van het dal ligt in het Nationaal park Gran Paradiso. De hoofdbeek in het dal is de Valnontey-stroom. Het laagste punt van het dal is bij de monding van de Valnontey-stroom in de Grand Eyvia op 1525 meter. Het hoogste punt van het dal is de Gran Paradiso met 4061 meter.

## Plaatsen van hoog naar laag
- Vermianaz (1732 m)
- Valnontey (1667 m)
- Buthier (1531 m)

## Berghutten
- Bivacco Martinotti
- Rifugio Vittorio Sella (2587 m)
- Bivacco Borghi
- Bivacco Money (2872 m)
- Bivacco Leonessa (2931 m)
- Bivacco Pol (3192 m)
- Bivacco Gratton (3203 m)
- Bivacco Grappein (3207 m)

## Bergtoppen
Een onvolledige lijst van bergtoppen in en om het Valnontey:
- Gran Paradiso (4061 m)
- Il Roc / Le Roc (4022 m)
- Torre del Gran San Pietro / Tour du Grand-Saint-Pierre (3792 m)
- Herbetet (3778 m)
- Grand Serra (3552 m)
- Punta del Tuf / Pointe du Tuf (3394 m)

## (Voormalige)almen
- Pra-Su-Pia (1706 m)
- Alpeggi / Alpages Fietselin (1732 m)
- Petit-Lauson
- Grand-Lauson
- Alpages du Money (2278 m)
- Casolari dell'Herbetet / Chalets de l'Herbétet (2442 m)

## Wandelpaden
De Hoge Route nr. 2 loopt door het Valnontey vanaf het Valsavaranche over de Col Lauson via Valnontey naar Cogne.
Verder lopen wandelpaden 18, 22, 23 en 24 en hun afsplitsingen van de gemeente Cogne vanaf Valnontey.